# Polygala numidica
Polygala numidica är en jungfrulinsväxtart som beskrevs av Auguste Nicolas Pomel. Polygala numidica ingår i släktet jungfrulinssläktet, och familjen jungfrulinsväxter. Inga underarter finns listade i Catalogue of Life.